# Космос-2227
Космос-2227 је један од преко 2400 совјетских вјештачких сателита лансираних у оквиру програма Космос.
Космос-2227 је лансиран са космодрома Тјуратам, Бајконур, Казахстан, 25. децембра 1992. Ракета-носач је поставила сателит у орбиту око планете Земље. Маса сателита при лансирању је износила 6000 килограма. Космос-2227 је био сателит намијењен за електронско извиђање, јављање и навођење.